# Corriente de Islandia Oriental
La corriente de Islandia Oriental (acrónimo inglés EIC) es una corriente oceánica de agua fría que se forma al este de Groenlandia a 72°N, 11°W como rama de la corriente de Groenlandia Oriental que fusiona con la corriente de Irminger fluyendo hacia el sur hasta que topa con el sector nordeste  de Islandia. Rápidamente rota en sentido antihorario y fluye hacia el este a lo largo de la Dorsal Islandia-Feroe antes de girar al norte e incorporarse al mar de Noruega. La EIC fluye a un índice medio de 6 centímetros por segundo, con una velocidad máxima de 10 centímetros por segundo, lo que ocurre cuando la corriente gira hacia el este.

## El Frente Islandia-Feroe

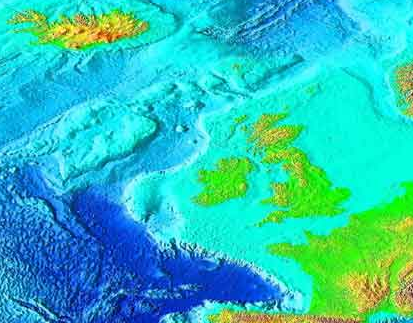
Topografía submarina del Atlántico Norte.

A medida que la corriente avanza hacia el sur a lo largo del borde oriental de Islandia, el EIC mínimamente denso se posa en contacto con el agua atlántica, densa, que sube hacia el norte. Cuando chocan, sus diferentes densidades impiden que se mezclen, de forma que se mueven hacia el este a lo largo de la Dorsal de Islandia-Faeroe que conecta ambas masas litosféricas de las islas. La cordillera submarina también evita la mezcla de las masas de agua, puesto que se encuentra en 500 metros de la superficie en el punto más bajo, y produce el frente Islandia-Feroe. Un perfil subsuperficial muestra que la parte frontal se localiza casi directamente en la parte superior de la cresta y no se desplaza a grandes distancias. La cresta es bastante irregular, haciendo que la corriente tenga pequeñas extrusiones que siguen la batimetría del fondo marino hacia el agua atlántica. Estas extrusiones son más pronunciadas a menos de 100 metros de la superficie, pero pueden producirse hasta 400 metros de profundidad.  Una vez que la EIC empieza a virar al norte, el frente quedará en la margen occidental de la corriente, asegurando así que no haya mezcla de las aguas árticas y átlánticas. El frente puede moverse hacia el este y hacia el oeste, dependiendo del volumen de agua que la EIC transporte.